# Avenue Alexeï-Navalny
L'avenue Alexeï-Navalny est une voie du 16e arrondissement de Paris, en France. Elle est créée en février 2025 par scission de l'avenue de Pologne.

## Situation et accès

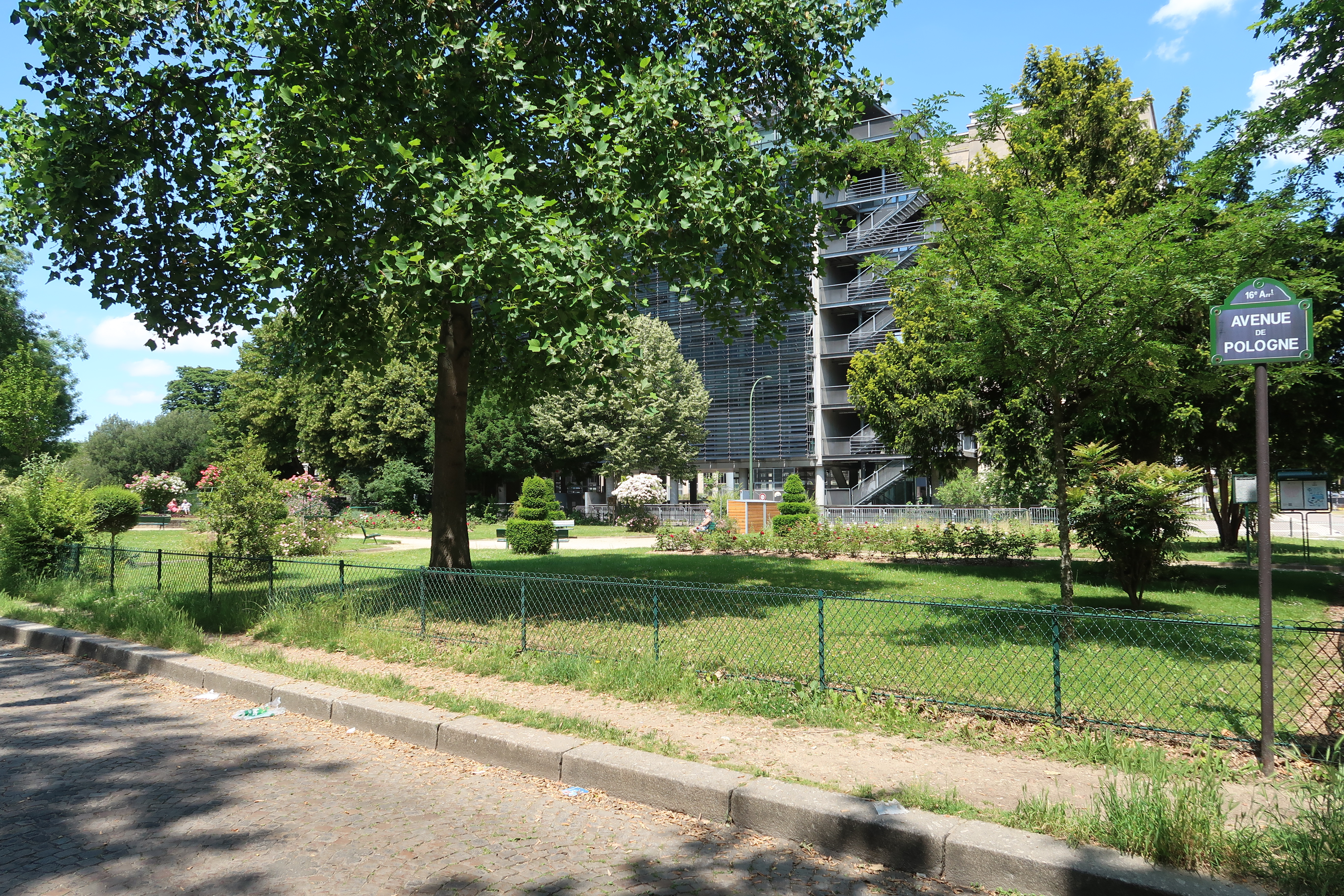
Le square Robert-Schuman, qui longe l'avenue Alexeï-Navalny.

L’avenue Alexeï-Navalny est une voie publique située dans le 16e arrondissement de Paris. Elle débute boulevard Lannes et se termine avenue du Maréchal-Fayolle.
Elle est séparée de l'avenue de Pologne par un terre-plein central constituant le square Robert-Schuman.

## Origine du nom
Elle honore Alexeï Navalny (1976-2024), avocat, militant anticorruption, homme politique et prisonnier politique russe décédé en prison le 16 février 2024, d'une mort naturelle selon la version officielle des autorités russes,.

## Historique
L'avenue de Pologne est ouverte et prend sa dénomination actuelle par un arrêté du 11 août 1930, sur l'emplacement du bastion no 55 de l'enceinte de Thiers.
Le 12 février 2025, le Conseil de Paris divise cette avenue en deux : le côté impair de l'« avenue de Pologne » prend le nom d'« avenue Alexeï-Navalny »,,. Ce choix est guidé par la proximité de la voie avec l'ambassade de Russie, dont Alexeï Navalny était un opposant au gouvernement,.

## Bâtiments remarquables et lieux de mémoire
- Square Robert-Schuman
- Square du Général-Anselin
- Université Paris-Dauphine
- Piscine Henry-de-Montherlant
- Bois de Boulogne